# آقداش (خداآفرین)
آقداش یا آغداش (Aqdash) مرتعی در بالای کوههای جنوبی روستاهای بالان و عباس آباد است. این مرتع سکونتگاه تابستانی (ییلاق) آن بخش از اهالی ارسباران است که زندگی ایلاتی نیمه ساکن دارند، و همزمان به دامپروری و کشاورزی مشغولند. نام دیگر آقداش توپخانه است، ظاهراً، به این علت که در جنگهای روس-ایران توپخانه عباس میرزا در این محل مستقر شده بود. بر مبنای گفته های اهالی محل شکست بزرگ ایل محمد خانلو توسط نیروهای ایل حاج علیلو، به فرماندهی امیر ارشد، در حوالی آقداش اتفاق افتاده است.

## نگارخانه

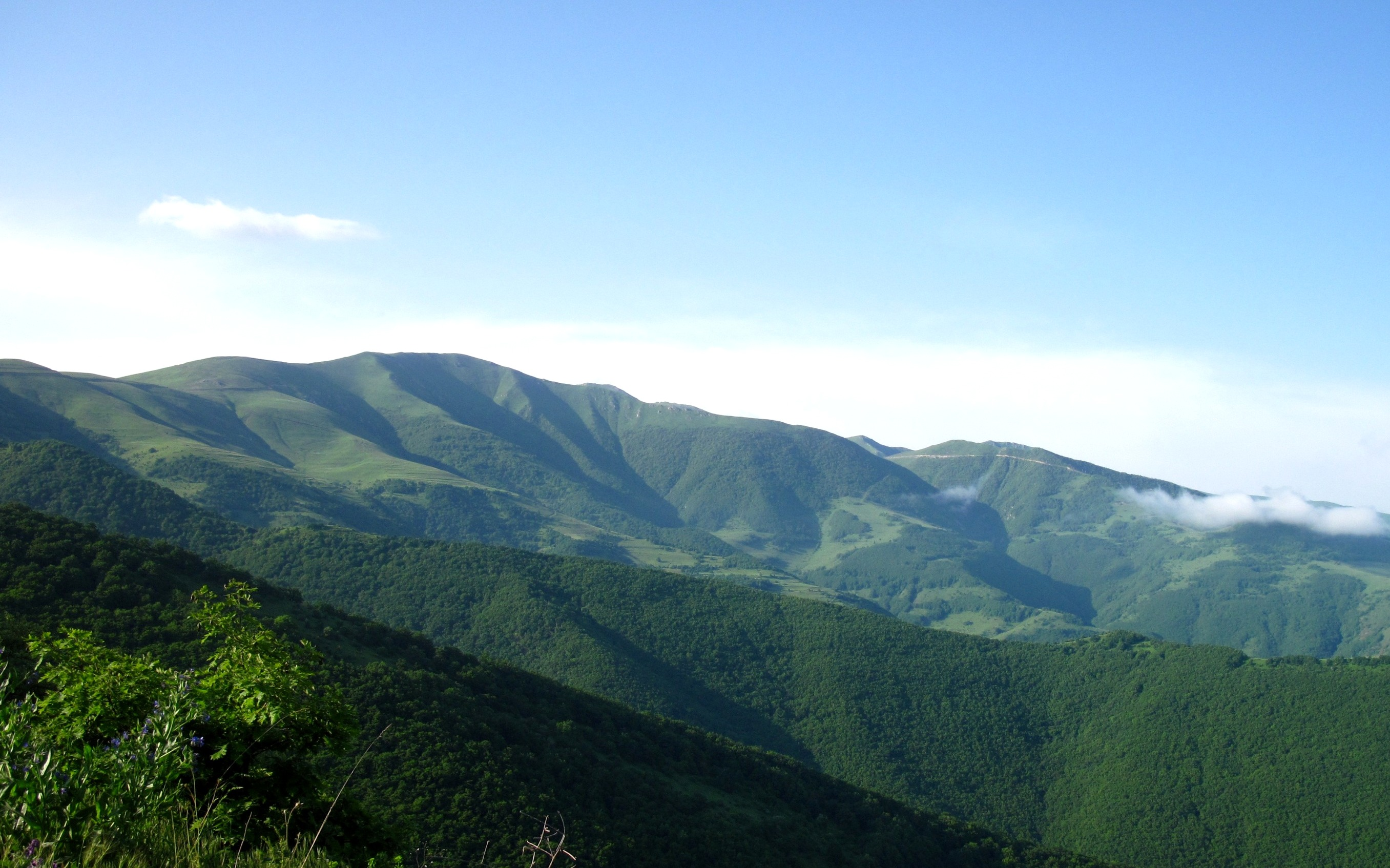
نمایی از مراتع آغداش در اواسط خرداد.

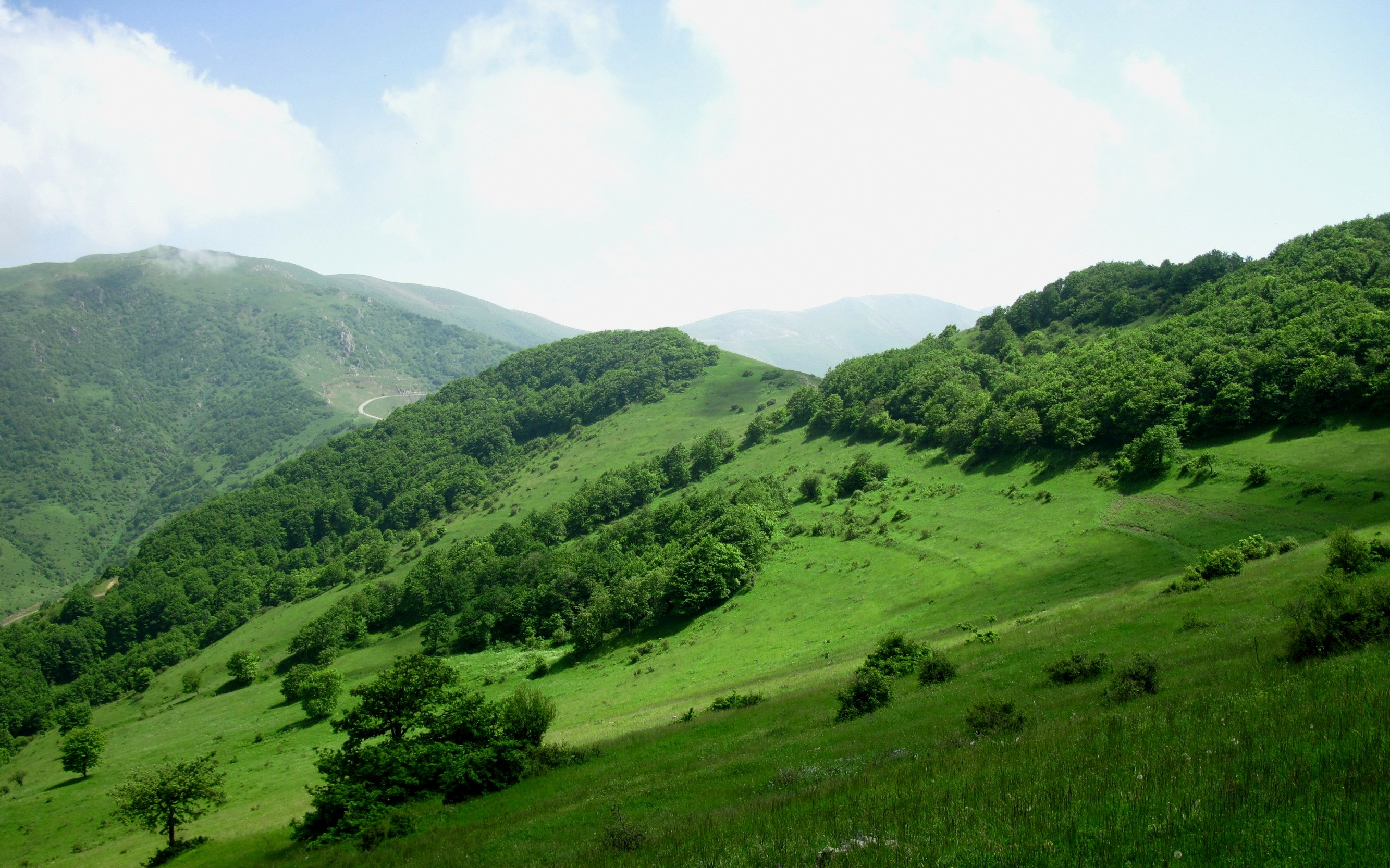
نمایی دور از مراتع آغداش در اواسط خرداد.

## موقعیت جغرافیایی
۳۸°۵۱′۵۸″ شمالی ۴۶°۵۱′۲۷″ شرقی / ۳۸٫۸۶۶۱۱°شمالی ۴۶٫۸۵۷۵۰°شرقی

## مشاهیر
شاعر معاصر، عسگر سلطانی، در استقبال از این شعر چنین سروده است:
ساغیم محمد خانلو، سولوم  حسن آو،
ایللرین تانیشی توپ خانه یام من،
دشمانا چوغنام، قارام کولگ ام،
سللرین تانیشی توپ خانه یام من ...
بهمن زمانی، شعر زیر را در وصف هوای دل انگیز آقداش سروده است:
گؤیچه بئل، سحراما، آغداش اوچوران یئل دره‌سی
مزگرین پؤهره بالی مرزولونون یاغ کره‌سی
بویدوزون قاره توراجی تاتارین مال قره‌سی
توپخانادا یاشایان گؤرمور اوزو یای قره‌داغ
قوی بالان شعر ایله چالسین سنه لای‌لای قره‌داغ ...